# Günter Fürhoff
Günter „Nobby“ Fürhoff (* 6. Oktober 1947 in Essen; † 25. Januar 2016) war ein deutscher Fußballspieler. Der Mittelfeldspieler hat bei Rot-Weiss Essen in der Fußball-Bundesliga 153 Spiele absolviert und 20 Tore erzielt.

## Karriere

### Essen, bis 1978
Mit sechs Jahren wurde Fürhoff Waise, als seine Eltern bei einem Straßenbahnunglück ums Leben kamen. Der aus der Jugend von Union Frintrop gekommene Mittelfeldspieler begann seine Profilaufbahn 1968 bei dem im Jahr zuvor aus der Bundesliga abgestiegenen Rot-Weiss Essen in der Regionalliga West und stieg bereits nach seiner ersten Saison mit dem Verein in die Bundesliga auf. Fürhoff debütierte am dritten Rundenspieltag, den 1. September 1968, beim 2:2-Heimremis vor 20.000 Zuschauern an der Hafenstraße gegen Bayer Leverkusen in der Regionalliga West. Er wurde in der 83. Minute für Herbert Weinberg eingewechselt. Unter den Trainern Kuno Klötzer und Willi Vordenbäumen war er beim Erreichen des zweiten Ranges in 13 Ligaspielen (1 Tor) zum Einsatz gekommen. In der erfolgreichen BL-Aufstiegsrunde hatte er in vier Spielen vier Tore erzielt. In seiner ersten Bundesligasaison 1969/70 kam er an der Seite von Mitspielern wie Erich Beer, Egbert-Jan ter Mors, Diethelm Ferner und Georg Jung zu 25 Einsätzen, in denen er vier Tore beim Erreichen des 12. Ranges erzielte. Am ersten Spieltag, den 16. August 1969, debütierte er bei der 0:4-Niederlage beim FC Bayern München in der Bundesliga. Er wurde für Helmut Littek in der 30. Minute eingewechselt. Nach der zweiten Saison stieg er mit Rot-Weiss wieder in die Regionalliga West ab. Nach dem Abstieg hatte er 1971/72 ein starkes Jahr; er absolvierte alle 34 Rundenspiele und erzielte beim Erreichen der Vizemeisterschaft 24 Tore. Auch in der BL-Aufstiegsrunde drückte er dem Spiel seiner Mannschaft mit acht Einsätzen und sechs Treffern den Stempel auf. Punktgleich mit jeweils 13:3 Punkten wurde die sofortige BL-Rückkehr wegen des schlechteren Torverhältnisses gegenüber Kickers Offenbach knapp verpasst. Der Aufstieg wurde aber nach der Saison 1972/73 in überlegener Manier vollzogen. Zur Meisterschaft im Westen hatte er unter Trainer Horst Witzler in 31 Spielen 11 Tore beigesteuert und in der BL-Aufstiegsrunde in sieben Spielen deren drei.
In der Saison 1975/76 erreichte der zum Mittelfeldregisseur herangereifte Fürhoff dabei mit dem Verein von der Hafenstraße den 8. Platz, die beste Bundesligaplatzierung der Vereinsgeschichte. In der folgenden Saison wurde der Verein allerdings Letzter und stieg erneut ab, diesmal in die zwischenzeitlich eingeführte Zweite Bundesliga Nord. Dort blieb er noch eine Spielzeit beim Verein und erreichte den zweiten Platz. In den Spielen um den Aufstieg gegen den Zweiten der Südgruppe war Essen allerdings dem 1. FC Nürnberg unterlegen.
Für RWE spielte er 153 Mal in der Bundesliga und schoss dabei 20 Tore. Nach der Vereinslegende Willi Lippens ist er damit der Essener Spieler mit den zweitmeisten Einsätzen. Weitere beachtenswerte Mannschaftskollegen waren in jenen Jahren die späteren Nationalstürmer Manfred Burgsmüller und Horst Hrubesch sowie Dieter Bast und der für seine erbarmungslose Härte berüchtigte Werner Lorant. Für RWE kommen noch 78 Spiele in der damals zweitklassigen Regionalliga West mit 36 Toren, 19 Spiele mit 13 Toren in den Bundesligaaufstiegsrunden, sowie 38 Spiele in der 2. Bundesliga mit drei Toren insgesamt hinzu.
Im Spielerlexikon ist über ihn notiert: „Ein technisch feiner und in der 2. Liga torgefährlicher Spielmacher und Antreiber.“

### Würzburg und Laufbahnende
1978 wechselte er in die Zweite Bundesliga-Süd zum FV 04 Würzburg. Dort debütierte der Essener am 29. Juli 1978 beim 1:1-Heimremis gegen die SpVgg Fürth im Ligateam der Blau-Weißen vom FV 04. Er absolvierte in seinem ersten Jahr in Würzburg 37 Zweitligaeinsätze (acht Tore), erlebte mit Rudi Kröner, Josef Becker und Helmut Siebert drei Trainer und belegte mit seiner neuen Mannschaft den 14. Rang. In seiner zweiten Saison 1979/80 belegten die Franken den 21. und damit letzten Platz und stiegen ab. Fürhoff, der zur Stammbesetzung der Mannschaft gehörte, hatte weitere 32 Zweitligaspiele bestritten (1 Tor) und beendete anschließend im Alter von 32 Jahren nach insgesamt 69 Zweitbundesligaeinsätzen mit neun Toren für Würzburg seine Profikarriere. Auch in der Abstiegssaison verschliss Würzburg drei Trainer: Heinz Bewersdorf, Helmut Siebert (interim) und Istvan Sztani. Seine prominentesten Mitspieler bei Würzburg waren wohl Josef Weiß, der in den 1970er Jahren mit dem FC Bayern München Welt- und Europapokalsieger wurde, und Friedhelm Groppe, der 1966 mit Borussia Dortmund den Europapokal der Pokalsieger gewann.
In den Spielzeiten 1984/85 und 1985/86 lief Fürhoff für den FV Uffenheim in der A-Klasse des Fußballkreises Frankenhöhe auf. In der Saison 1986/87 spielte er für den SV Heidingsfeld in der drittklassigen Bayernliga und unterstützte in der Folgesaison Jürgen Suchanek als Co-Trainer. Nach dem Ende der Karriere blieb er in Würzburg und lebte in einer kleinen Etagenwohnung im Stadtteil Grombühl. Später erkrankte Fürhoff an Lungenkrebs, an dessen Folgen er am 25. Januar 2016 verstarb.

## Sonstiges
Sein Spitzname „Nobby“ wurde ihm von seinem Mitspieler Willi Lippens verpasst und ist auf den englischen Nationalspieler Nobby Stiles zurückzuführen.
Sein zweiter Spitzname "Asbach" wurde ihm von Fans verliehen, die ihn seinerzeit gelegentlich in Essener Kneipen trafen, wo Fürhoff dieses Getränk zu sich nahm.
Fürhoff war zweimal verheiratet, darunter in erster Ehe von 1969 bis 1980 mit Ilka, der Mutter des Komikers Ingo Appelt. Bevor Fürhoff Fußballer wurde arbeitete er als Bergmann auf der Zeche Amalie in Essen-Altendorf.